# Juegos de los Pequeños Estados de Europa de Malta 2003
Los IX Juegos de los Pequeños Estados de Europa se celebraron en Malta, entre el 2 de junio y el 7 de junio de 2003. 
Esta era la segunda vez en la historia que Malta se encargaba de la organización de la competición, ya que también fue la anfitriona de la misma en la edición de 1993.
De hecho, fue toda una sorpresa el que este país fuera finalmente designado para ser el anfitrión de esta edición, ya que hasta entonces las designaciones se habían basado en un sistema de rotación por el que a Malta no le hubiera correspondido la organización hasta el 2009.

## Participación
La edición del 2003 contó con un total de 820 atletas participantes provenientes de los 8 países que cumplían los requisitos para participar en los Juegos (ser un estado europeo con comité olímpico propio y tener menos de 1 millón de habitantes). Estos 820 atletas se repartían en 156 que participaban por Malta, 143 por Chipre, 133 por Islandia, 113 por Luxemburgo, 89 de Mónaco, 78 de San Marino, 66 de Andorra y 42 de Liechtenstein

## Competiciones
Las competiciones de la edición del 2003 se celebran en 10 disciplinas:
| - Atletismo - Baloncesto - Ciclismo - Judo - Tiro |  | - Squash - Natación - Tenis de mesa - Tenis - Voleibol |

## Medallero
| Núm. | País              | Oro | Plata | Bronce | Total |
| ---- | ----------------- | --- | ----- | ------ | ----- |
| 1    | Chipre            | 34  | 20    | 27     | 81    |
| 2    | Luxemburgo        | 21  | 17    | 15     | 53    |
| 3    | Islandia          | 20  | 24    | 23     | 67    |
| 4    | Malta (anfitrión) | 11  | 18    | 15     | 44    |
| 5    | Mónaco            | 7   | 7     | 10     | 24    |
| 6    | San Marino        | 6   | 10    | 9      | 25    |
| 7    | Andorra           | 4   | 6     | 8      | 18    |
| 8    | Liechtenstein     | 2   | 1     | 2      | 5     |